# Marathon de Marrakech
Le Marathon international de Marrakech (MIM) est une course pédestre de 42,195 km empruntant chaque année depuis 1987 les rues de Marrakech. Ce marathon, considéré comme le plus prestigieux au Maroc, se déroule habituellement durant le mois de janvier et est organisé par l'Association le Grand Atlas du Maroc.

## Palmarès
| Édition | Date             | Vainqueur hommes                                    | Temps                                               | Vainqueur dames                                     | Temps                                               |
| ------- | ---------------- | --------------------------------------------------- | --------------------------------------------------- | --------------------------------------------------- | --------------------------------------------------- |
| 1re     | 1er février 1987 | Jacky Boxberger                                     | 2 h 14 min 58 s                                     | Nadia Ouaziz-Colombero                              | ?                                                   |
| 2e      | 17 janvier 1988  | Tommy Hughes                                        | 2 h 15 min 48 s                                     | Carolyn Naisby                                      | 2 h 41 min 35 s                                     |
| 3e      | 15 janvier 1989  | Jean Weijts                                         | 2 h 15 min 49 s                                     | Janis Klecker                                       | 2 h 39 min 19 s                                     |
| 4e      | 14 janvier 1990  | Jan Huruk                                           | 2 h 14 min 29 s                                     | Martine van de Gehuchte                             | 2 h 42 min 15 s                                     |
| 5e      | 13 janvier 1991  | Osmiro Silva                                        | 2 h 09 min 55 s                                     | Izabela Zatorska                                    | 2 h 38 min 05 s                                     |
| 6e      | 12 janvier 1992  | Mukhamet Nazipov                                    | 2 h 12 min 40 s                                     | Izabela Zatorska                                    | 2 h 36 min 29 s                                     |
| 7e      | 10 janvier 1993  | Chaham El Maati                                     | 2 h 11 min 55 s                                     | Tammy Slusser                                       | 2 h 38 min 01 s                                     |
| 8e      | 30 janvier 1994  | Mukhamet Nazipov                                    | 2 h 12 min 05 s                                     | Adriana Barbu                                       | 2 h 29 min 21 s                                     |
| 9e      | 15 janvier 1995  | Abdelillah Zerdal                                   | 2 h 11 min 50 s                                     | Cristina Pomacu                                     | 2 h 34 min 21 s                                     |
| 10e     | 14 janvier 1996  | Abdelkader El Mouaziz                               | 2 h 09 min 05 s                                     | Fatuma Roba                                         | 2 h 30 min 50 s                                     |
| 11e     | 12 janvier 1997  | Abdelkader El Mouaziz                               | 2 h 09 min 50 s                                     | Alina Gherasim                                      | 2 h 29 min 52 s                                     |
| –       | 1998             | –                                                   | –                                                   | –                                                   | –                                                   |
| 12e     | 31 janvier 1999  | Abdelkader El Mouaziz                               | 2 h 08 min 15 s                                     | Cristina Costea                                     | 2 h 29 min 53 s                                     |
| –       | 2000             | –                                                   | –                                                   | –                                                   | –                                                   |
| –       | 2001             | –                                                   | –                                                   | –                                                   | –                                                   |
| 13e     | 27 janvier 2002  | Saidou Kamal                                        | 2 h 14 min 56 s                                     | Ionelia Vasile                                      | 2 h 54 min 16 s                                     |
| 14e     | 19 janvier 2003  | Abdelfettah Ait Zouri                               | 2 h 12 min 15 s                                     | Elena Deriabina                                     | 2 h 41 min 58 s                                     |
| 15e     | 18 janvier 2004  | Khalid Boumlili                                     | 2 h 10 min 49 s                                     | Hafida Nagmouch                                     | 2 h 43 min 11 s                                     |
| 16e     | 16 janvier 2005  | Abderrahime Bouramdane                              | 2 h 15 min 16 s                                     | Hafida Nagmouch                                     | 2 h 40 min 58 s                                     |
| 17e     | 29 janvier 2006  | Nourredine Jalal                                    | 2 h 14 min 30 s                                     | Alina Tecuta                                        | 2 h 43 min 49 s                                     |
| 18e     | 28 janvier 2007  | Sumy Tchumba                                        | 2 h 11 min 43 s                                     | Alina Staicu                                        | 2 h 39 min 52 s                                     |
| 19e     | 27 janvier 2008  | Siyoum Debele Lemma                                 | 2 h 10 min 48 s                                     | Yeshi Esayias                                       | 2 h 35 min 40 s                                     |
| 20e     | 25 janvier 2009  | David Rutoh                                         | 2 h 10 min 31 s                                     | Yeshi Esayias                                       | 2 h 29 min 52 s                                     |
| 21e     | 31 janvier 2010  | Yared Daganw Sharew                                 | 2 h 10 min 20 s                                     | Gelaw Tsega                                         | 2 h 32 min 09 s                                     |
| 22e     | 30 janvier 2011  | Girma Beyene Gezahn                                 | 2 h 10 min 22 s                                     | Wudnesh Nega Debele                                 | 2 h 37 min 00 s                                     |
| 23e     | 29 janvier 2012  | Stephen Tum                                         | 2 h 08 min 51 s                                     | Soumiya Laabani                                     | 2 h 34 min 56 s                                     |
| 24e     | 27 janvier 2013  | Stephen Tum                                         | 2 h 06 min 35 s                                     | Tollesa Gulume                                      | 2 h 36 min 05 s                                     |
| 25e     | 26 janvier 2014  | Robi Déribé Melka                                   | 2 h 08 min 04 s                                     | Tolwak Meseret Kitata                               | 2 h 31 min 08 s                                     |
| 26e     | 25 janvier 2015  | Workneh Tesfa                                       | 2 h 08 min 51 s                                     | Workenesh Edesa                                     | 2 h 31 min 06 s                                     |
| 27e     | 31 janvier 2016  | Moses Mbugua                                        | 2 h 11 min 41 s                                     | Shasho Insermu                                      | 2 h 32 min 42 s                                     |
| 28e     | 29 janvier 2017  | Gebretsadik Abraha                                  | 2 h 08 min 55 s                                     | Ashu Kasim                                          | 2 h 30 min 18 s                                     |
| 29e     | 28 janvier 2018  | Wycliffe Biwott                                     | 2 h 11 min 04 s                                     | Tinbit Weldegebriel                                 | 2 h 26 min 48 s                                     |
| 30e     | 27 janvier 2019  | Fikadu Girma                                        | 2 h 08 min 43 s                                     | Mulunesh Zewdu                                      | 2 h 29 min 57 s                                     |
| 31e     | 26 janvier 2020  | Hicham Laqouahi                                     | 2 h 06 min 32 s                                     | Hawi Alemu                                          | 2 h 27 min 56 s                                     |
| -       | 2021             | Course annulée en raison de la pandémie de Covid-19 | Course annulée en raison de la pandémie de Covid-19 | Course annulée en raison de la pandémie de Covid-19 | Course annulée en raison de la pandémie de Covid-19 |
| 32e     | 15 mai 2022      | Bonsa Dida                                          | 2 h 09 min 41 s                                     | Fatima Ezzahra Gardadi                              | 2 h 42 min 59 s                                     |

 Record de l'épreuve

## Records
- Record Hommes : 2 h 06 min 32 s ;  Hicham Laqouahi (2020)
- Record Dames : 2 h 26 min 48 s ;  Tinbit Weldegebriel (2018)